# دفع مضار الاغذیه
دفع مضار الاغذیه، کتابی‌است از محمد زکریای رازی در زمینه پزشکی. در این کتاب که از بهترین آثار رازی به شمار می‌آید، دربارهٔ شیوه‌های پیش‌گیری از ضررهای غذاها بحث شده‌است.
ابن ابی اصیبعه در کتاب عیون الابناء فی طبقات الاطباء خود دربارهٔ این کتاب آورده است: «این کتاب در دو مقاله است، اولی دفع و زیان غذاها و دومی در استعمال غذاها و دفع تخمه و زیان‌های آن است که رازی برای امیر ابوالعباس احمدبن علی تألیف کرده‌است.» رازی در مقدمه این کتاب می‌گوید: «می‌خواهم کتاب جامعی تألیف کنم که در آن طرق جلوگیری از ضررهایی که در نتیجه خوردن برخی خوراکی‌ها بر انسان می‌رسد، بیان شود و چون خوراک اصلی عموم نان و شراب و آب و گوشت است، بهتر است آغاز کتاب را به این موارد بپردازم.»
این کتاب دو بخش دارد که بخش اول شامل هجده فصل در باب فواید و ضررهای انواع غذاها مانند گندم و گوشت و ماهی و تخم‌مرغ است و بخش دوم که فصل نوزدهم محسوب می‌شود دربارهٔ تمایل انسان به غذا و بهداشت غذایی است. بسیاری از دانشمندان پس از رازی مانند موسی بن میمون طبیب اسرائیلی از این کتاب که شامل تجارب رازی ضمن طبابت است، بهره برده‌اند.